# Brave CF 45
Brave CF 45 var en MMA-gala som arrangerades av Brave Combat Federation och ägde rum 19 november 2020 i Ar Rifā‘, Bahrain. Galan sändes via Fite.tv, O2TV, Telesport Group, Arena Sport, Fight Network och BravecfTV.com.

## Bakgrund
Huvudmatchen var en match i lättvikt mellan colombianen Dumar Roa och britten Ian Entwistle.
De tretton nationer som representerades på galan var: Colombia, Storbritannien, Algeriet, Sverige, Kirgizistan, Azerbajdzjan, Sydafrika, Pakistan, Bahrain, Belarus, Ryssland, Afghanistan och Libanon.

## Resultat
1. ↑  214 lb / 97 kg
2. ↑  159 lb / 72,1 kg